# Сальдарини, Джованни
Джованни Сальдарини (итал. Giovanni Saldarini; 11 декабря 1924, Канту, Королевство Италия — 18 апреля 2011, Милан, Италия) — итальянский кардинал. Титулярный епископ Гаудьябы и вспомогательный епископ Милана с 10 ноября 1984 по 31 января 1989. Архиепископ Турина с 31 января 1989 по 18 июня 1999. Кардинал-священник с титулом церкви Сакро-Куоре-ди-Джезу-а-Кастро-Преторио с 28 июня 1991.